# Reiner Maurer
Reiner Maurer (* 16. Februar 1960 in Mindelheim) ist ein deutscher Fußballtrainer und ehemaliger -spieler.

## Karriere

### Spieler
Aus der Jugend des TSV Mindelheim und des FC Memmingen hervorgegangen, erhielt Maurer nach der Station SpVgg Unterhaching zu Saisonbeginn 1983/84 einen Profi-Vertrag beim FC Bayern München, für den er sieben Liga- und zwei europäische Pokalspiele bestritt. Sein Debüt gab er am 20. August 1983 (2. Spieltag) beim 3:1-Sieg des FC Bayern München im Auswärtsspiel gegen Arminia Bielefeld.
Zur Saison 1984/85 war er spielberechtigt für den VfB Stuttgart, für den er elf Punktspiele – bedingt durch Ein- bzw. Auswechslungen – bestritt. Von 1985 bis 1987 spielte er in der 2. Liga – zunächst 25 Mal (3 Tore) für den Karlsruher SC, dann 22 Mal (1 Tor) für Arminia Bielefeld. Anschließend wechselte er in das Ausland und spielte von 1987 bis 1989 für die Old Boys aus Basel. Nach Deutschland zurückgekehrt, wechselte er zum TSV 1860 München und schaffte mit dem Verein den „Durchmarsch“ von der seinerzeit drittklassigen Bayernliga bis in die Bundesliga 1994.

### Trainer

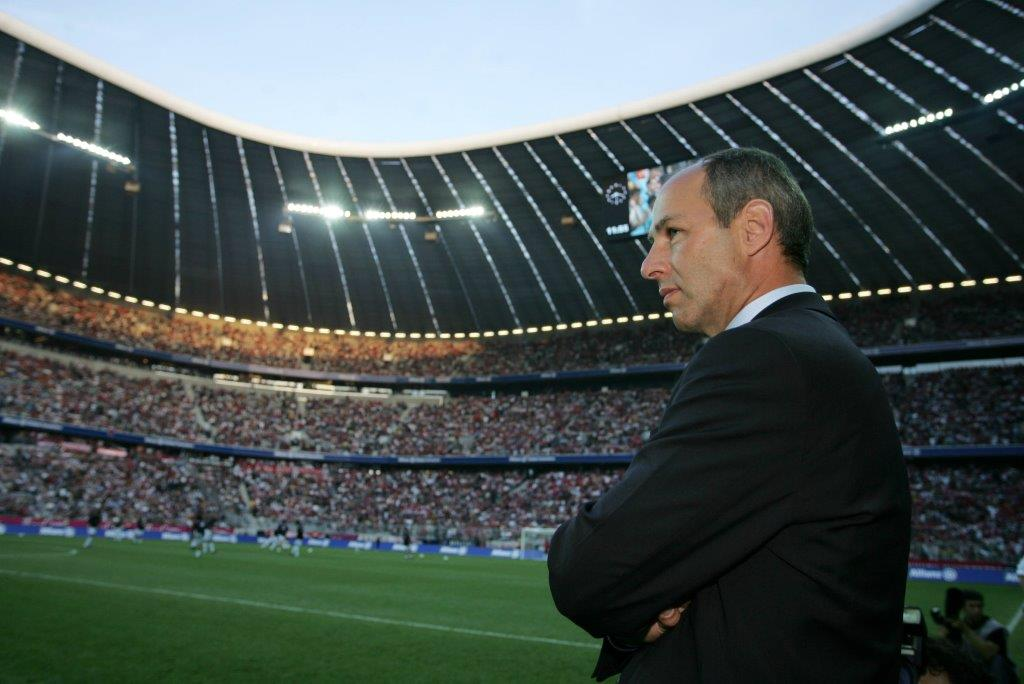
Reiner Maurer in der Allianz Arena (2005)

1997 beendete er die Spielerkarriere beim 1. FC Garmisch-Partenkirchen und betreute danach die Vereine 1. FC Miesbach, FC Memmingen, bevor er im November 2001 eine Anstellung als Co-Trainer unter Peter Pacult bei den Sechzgern erhielt. Zur Saison 2003/04 übernahm Maurer die U23 der Löwen, mit denen er am Saisonende die Bayernligameisterschaft und den damit verbundenen Aufstieg in die Regionalliga feiern konnte. Im Anschluss arbeitete er zunächst wieder unter Rudi Bommer als Co-Trainer der mittlerweile aus der Bundesliga abgestiegenen ersten Mannschaft des TSV 1860. Am 5. Dezember 2004 wurde er zum Cheftrainer ernannt. Am Saisonende verpasste die Mannschaft den direkten Wiederaufstieg um wenige Punkte. Zur Winterpause der folgenden Spielzeit stand die Mannschaft auf dem vierten Platz. Nach dem ersten Rückrundenspiel und zwei Tage vor dem Pokalviertelfinale gegen Eintracht Frankfurt wurde er am 22. Januar 2006 vom damaligen Präsidenten Karl Auer beurlaubt.
Nach Auslaufen seines bis zum 30. Juni 2006 gültigen Vertrages wechselte er zum griechischen Erstligisten OFI Kreta. Maurer leistete gute Arbeit und erreichte am Ende der Saison Tabellenplatz 7. In der darauffolgenden Saison – Maurer war am 12. November 2007 entlassen worden – belegte OFI Kreta den 12. (von 16) und darauf den 14. Tabellenplatz, was den Abstieg bedeutete.
Im Sommer 2010 kehrte er an die Grünwalder Straße in München zurück. Ursprünglich war er dort wieder als Trainer der U23 vorgesehen, da jedoch Ewald Lienen – der Trainer der Profis – auf seinen eigenen Wunsch hin vorzeitig aus seinem Vertrag entlassen wurde, übernahm Maurer am 25. Juni 2010 wieder den Cheftrainerposten beim TSV 1860 München. Am 17. November 2012 – die Mannschaft lag auf dem achten Tabellenplatz – wurde Maurer beurlaubt, da die sportliche Entwicklung der Mannschaft in der jüngeren Vergangenheit nicht mehr den Ansprüchen der Führung entsprach; sein Nachfolger wurde Alexander Schmidt. Mit einem Schnitt von 1,6 Punkten pro Spiel (2004 bis 2006 war sein Schnitt 1,85) war Maurer der erfolgreichste Cheftrainer des TSV 1860 seit dem Abstieg 2004.
Am 24. September 2013 gab der griechische Erstligaverein Skoda Xanthi die Verpflichtung Maurers auf seiner Homepage bekannt. Nach vier Monaten wurde Maurer nach einer 0:3-Niederlage in einem Heimspiel am 5. Februar 2014 entlassen.
Seit dem 9. November 2015 trainierte Maurer den Ang Thong FC, ein Fußballclub in der Thai Premier League Division 1, der zweithöchsten Spielklasse Thailands. Austragungsort der Heimspiele ist das Ang-Thong-Stadium in der zentralthailändischen Stadt Ang Thong, etwa 100 Kilometer nördlich von der Hauptstadt Bangkok entfernt. Im November 2017 endete hier sein Vertrag.
Im Sommer 2019 übernahm Maurer den Regionalliga-Aufsteiger Türkgücü München. Innerhalb der aufgrund der COVID-19-Pandemie angeordneten Saisonpause wurde sein zum 31. Mai 2020 auslaufender Vertrag nicht mehr verlängert; der Klub befand sich seit dem 14. Spieltag auf dem ersten Tabellenplatz.
Ende April 2021 wurde Maurer beim Bundesligisten FC Augsburg Co-Trainer von Markus Weinzierl, der zeitgleich als Nachfolger von Heiko Herrlich verpflichtet wurde. Am 19. Februar 2022 vertrat er den erkrankten Weinzierl als Cheftrainer. Der FCA verlor das Spiel gegen den SC Freiburg  mit 1:2. Im Mai 2022 verkündete Weinzierl seinen Abschied aus Augsburg. Dessen Nachfolger Enrico Maaßen brachte seinen eigenen Co-Trainer mit, weshalb auch Maurer die Fuggerstädter verließ.

## Erfolge

### Spieler
- DFB-Pokal-Sieger 1984 (mit dem FC Bayern München)

### Trainer
- Aufstieg in die 3. Liga: 2020 (mit Türkgücü München)